# Autobus de la Ville de Luxembourg

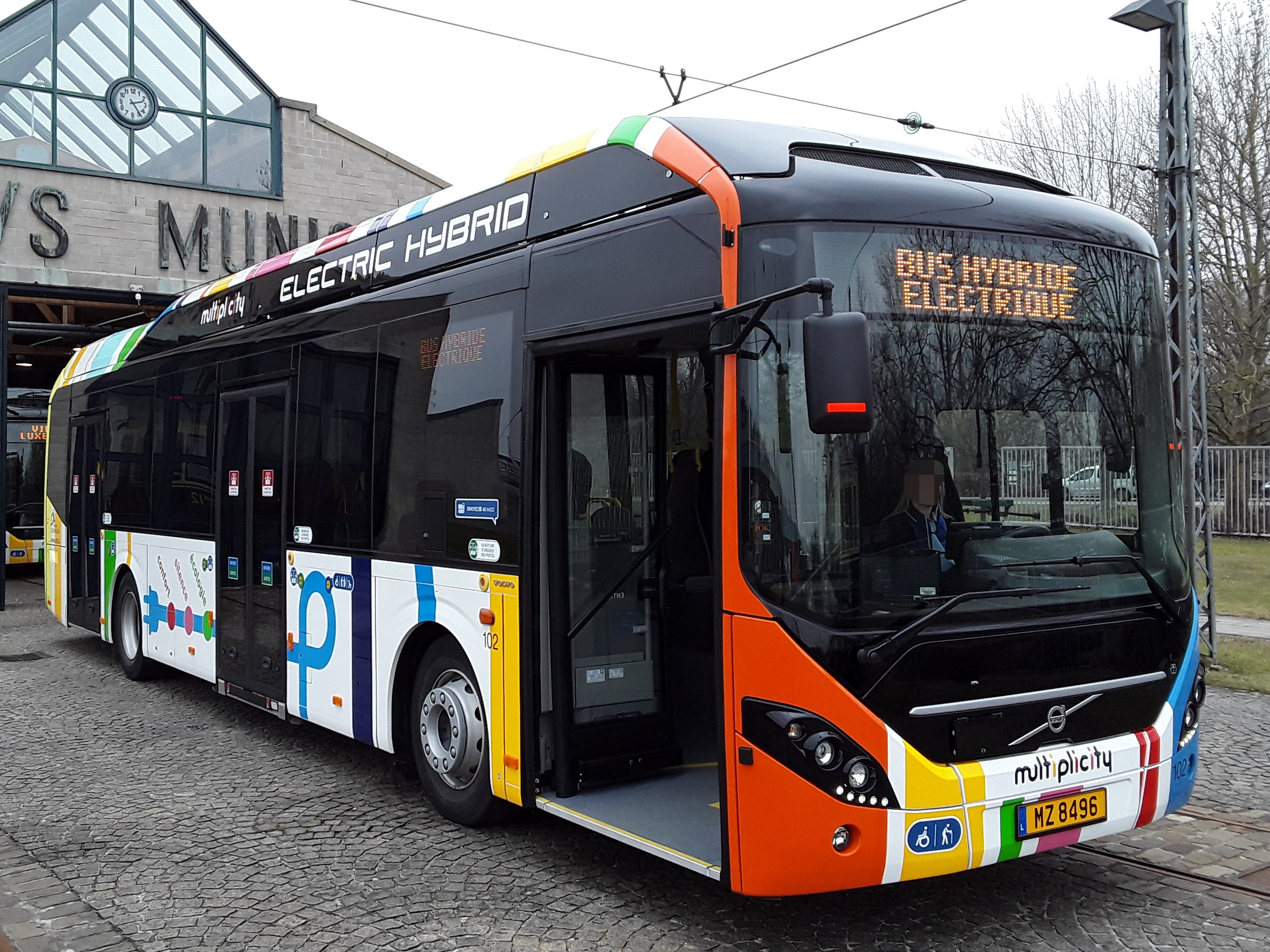
Einer der ersten elektrischen Hybridbusse der AVL (Februar 2017)

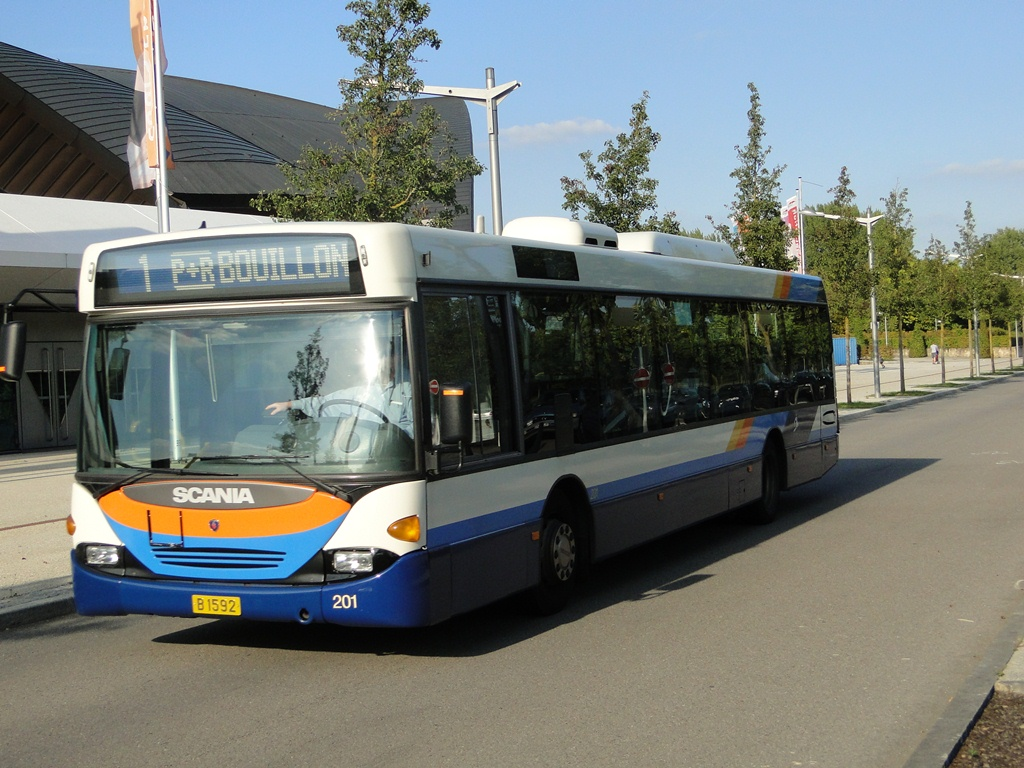
Ein Bus der Linie 1 im alten Design (September 2011)

Der Autobus de la Ville de Luxembourg, abgekürzt AVL, ist ein Service der Stadt Luxemburg, der in Koordination mit der RGTR den ÖPNV auf dem Gebiet der Stadt Luxemburg anbietet.
Die AVL verfügte im Januar 2019 über 143 Busse, davon 61 Gelenkbusse mit denen ein Liniennetz von 31 reguläre Linien (2 bis 27 und 29 bis 33), 8 Nachtbuslinien (City Night Bus) sowie einen autonom verkehrenden Shuttlebus im Pfaffental (City Shuttle) unterhält. Es weist eine Länge von ca. 167 km auf.
Darüber hinaus gibt es einen Rufbus („Call-a-Bus“), der für Fahrten im Gebiet der Hauptstadt individuell bestellt werden kann. Der „Call-a-Bus“ bietet auch Fahrten für Menschen mit Handicap an: auch unter dem Namen „Rollibus“ bekannt befördert er ca. 7000 Menschen im Jahr in Rollstühlen, rund 7400 Menschen profitierten vom „Call-a-Bus“-Service.
Im Jahr 2018 wurden auf dem AVL-Liniennetz 13,6 Millionen Kilometer zurückgelegt und rund 40,3 Millionen Menschen befördert. Der Busdienst beschäftigte rund 535 Mitarbeiter.
Zwischen 2011 und 2013 investierte die Stadt ca. 30 Millionen Euro in 74 neue Busse.

## Entwicklung der AVL
Der 21. Februar 1875 gilt als Startdatum des ÖPNV in der Stadt Luxemburg. Ab diesem Zeitpunkt verband die Pferdetram den Bahnhof mit der Oberstadt (Uewerstad). 1908 wurde die Pferdebahn durch eine elektrische Straßenbahn ersetzt, die bis 1964 verkehrte.
Das nächste große Kapitel in der Geschichte des öffentlichen Nahverkehrs begann 1926 mit der Einführung der ersten Busse und der Inbetriebnahme der ersten beiden Linien (Rollengergronn und Hamm). In den folgenden Jahren kamen mehrere Linien hinzu, um entweder zentrumsferne Stadtteile anzufahren oder die Straßenbahn nach und nach abzulösen.
| Datum      | Linie                                   |
| ---------- | --------------------------------------- |
| 01.04.1926 | Rollingergrund – Hamm                   |
| 01.04.1927 | Gasperich – Zessingen                   |
| 15.02.1929 | Kräizgrënnchen                          |
| 08.06.1931 | Grund – Pfaffental                      |
| 01.01.1936 | Bonneweg / E.-Welter-Strooss            |
| 01.04.1938 | Bonneweg / A.-France-Strooss            |
| 15.03.1946 | Kirchberg                               |
| 19.06.1952 | Cents – Hamm                            |
| 01.11.1952 | Neudorf                                 |
| 01.05.1955 | Rollingergrund                          |
| 13.09.1955 | Hollerich                               |
| 08.09.1959 | Bonneweg / Kierfechtstrooss             |
| 11.07.1960 | Hauptbahnhof – Oberstadt – Limpertsberg |

Die Busse machten der Straßenbahn immer mehr Konkurrenz, bis schließlich am 5. September 1964 der Betrieb der Straßenbahn ganz eingestellt wurde. Seitdem wurde der Betrieb allein mit Bussen weitergeführt.
Nach der Abschaffung der Straßenbahn bestand keine Verbindung mehr zwischen dem Elektrizitätswerk und dem für den öffentlichen Verkehr zuständigen Service, so dass ein „Service des Transports en Commun“ entstand und zusammen mit anderen öffentlichen Services (Wasser, Gas und Strom) der Leitung der Industriedienste unterstellt.
Das Liniennetz wurde in den 1960er Jahren insbesondere durch den Anschluss an das New College, die Verlängerung von der Stadt zum Bahnhof für die Pendler und die Neiduerfer Linie ausgebaut und modernisiert. Mehrere Bezirke wurden besser angebunden (Rue des Sources, Reckendall usw.), der Parkservice zwischen dem Glacis und der Stadt wurde eingeführt.
1977 wurde im Zentrum der Stadt auf dem Piquet, wo früher die Aldringer Schule stand, ein zentraler Busbahnhof errichtet. Bis Juni 2015 war dort der Busbahnhof Centre Émile-Hamilius in Betrieb.
Nachdem die Liniennetzgrenze mehrere Jahrzehnte lang nicht über die Gemeindegrenzen hinausgingen, wurde 1982 eine erste Linie eingeführt, die das Gebiet der Stadt verließ: von der Stadt über Kockelscheier nach Livingen. Im darauffolgenden Jahr (1983) begann eine Zusammenarbeit mit dem Verkehrsministerium, bei der mehrere Linien über die Stadtgrenzen hinweg auf benachbarte Gemeinden ausgedehnt wurden.
Mit den gemischten Linien (AVL/RGTR) wollte man einerseits die Straßen zum Flughafen besser mit der Stadt verbinden und andererseits die Doppelgleisigkeit am Bahnhof Beggen abschaffen. Darüber hinaus sollte die Linie „E“, die zu den europäischen Institutionen führte, von beiden Betreibern gemeinsam betrieben werden.
Im Juli 1989 wurde mit der Eröffnung des ersten P&R-Parkplatzes in Hollerich eine neue Ära eingeläutet, mit einer speziellen Buslinie, die alle 10 Minuten von P&R Bouillon ins Zentrum fuhr. Weitere P&R-Parkplätze werden in den Folgejahren in Betrieb genommen, wie z. B. am Houwald (P&R Luxembourg-Sud), an der Areler Straße (P&R Stade) und am Kirchberg (P&R Kirchberg).
Mit einer ersten Phase am 27. Mai 1990 und einer zweiten am 31. Mai 1992 wurden die Linien der AVL komplett überarbeitet. Mit dem sogenannten „Brändli-Plan“ (benannt nach dem Schweizer Verkehrsexperten Heinrich Brändli) wurden die Linien auf der Grundlage dieser Säulen organisiert:
- ein Netzwerk mit hoher Verfügbarkeit, d. h. mit kurzen Gehwegen zur nächsten Haltestelle
- ein fester Zeitplan mit kurzen Wartezeiten, d. h. eine kurze Taktung
- Strecken, auf denen der Bus nicht blockiert ist, z. B. durch die Schaffung separater Busspuren bzw. von Sonderampeln für den ÖPNV
- aber auch durch weniger populäre Maßnahmen zur Reduzierung des Autoverkehrs zugunsten des Busses.

Basierend auf diesen Hauptpunkten entstand ein Netz mit 20 möglichst klar und rational geplanten Linien.
Im Prinzip wurden zwei Stadtteile miteinander verbunden (z. B. Linie 1 Zessingen – Strassen), die durch den Stadtteil Garer bis zur Oberstadt führte, ohne dass es in der Oberstadt Endstationen gab.
Danach gab es weitere große Änderungen an den Linien:
- am 15. September 2008: Optimierung des Busnetzes in der Stadt;

- 1. Juni 2015: Im Rahmen des Abrisses des Hamilius-Busbahnhofs mussten die Linien geändert werden und es kam zu einer stärkeren Zusammenarbeit mit den Regionallinien (RGTR) unter der Verantwortung des Ministeriums für Nachhaltigkeit;
- am 10. Dezember 2017, 16. Oktober 2018, 3. November 2019, 13. Dezember 2020, 11. September 2022 und am 7. Juli 2024 als aufgrund der Inbetriebnahme der neuen Luxtram-Linie T1 viele Buslinien angepasst wurden.

## Infrastruktur
Das AVL-Busdepot war seit 1908 in Limpertsberg mit dem „Tramsschapp“ an der Rue Ermesinde untergebracht. Von 1926 an wurden dort neben den Tramwaggons auch die AVL-Busse untergebracht und gewartet.
Am 15. September 1975 wurde das Depot und die Werkstatt für kleine Reparaturen an den AVL-Verwaltungssitz in Hollerich an die Rue de Bouillon verlegt; die Einweihung fand am 26. September 1975 statt. Die übrigen Werkstätten (Motoren, Karosserie, Schreinerei, Maler und Elektrik) sind aber noch bis 1990 in Limpertsberg verblieben, bis die neuen Werkstätten am 19. Oktober 1990 in Hollerich eingeweiht wurden. 1999 sind große Teile des alten Tramsschapp am Limpertsberg abgerissen worden und auf den Grundstücken ist ein Sport- und Kulturzentrum entstanden.
An der Zwischenzeit ist in Hollerich auch nach ein anderer Service der Stadt entstanden: der Service „Véhicules et maintenance“ der sich neben den Bussen auch noch um Wartung und Unterhalt des Fuhrparsks der Stadtverwaltung kümmert.
Im Hollericher Busdepot ist seit 1991 auch das Tram- und Busmuseum in einem separaten Museumsbau angesiedelt.

## Bildergalerie

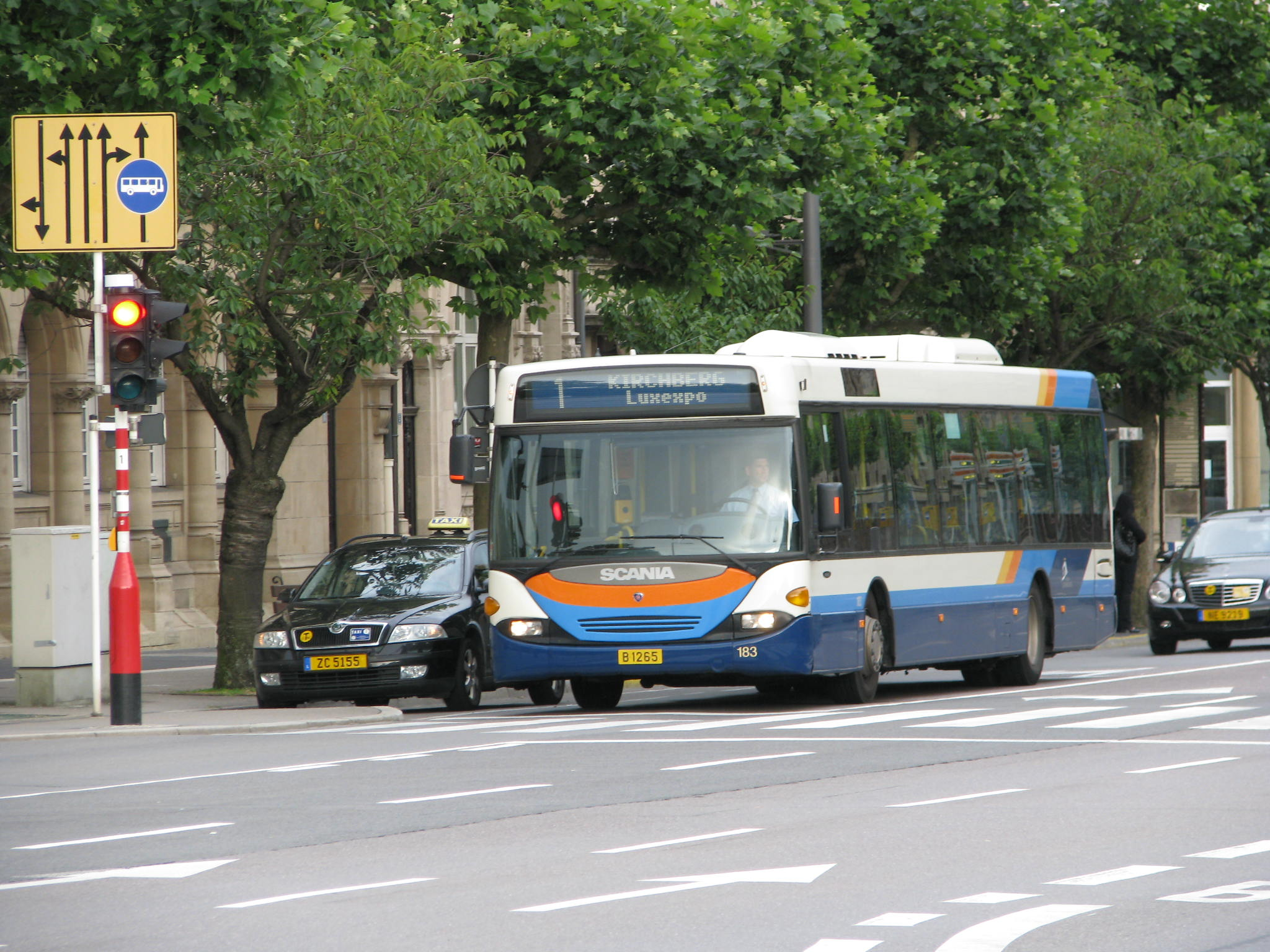
Typischer Bus im früheren AVL-Design
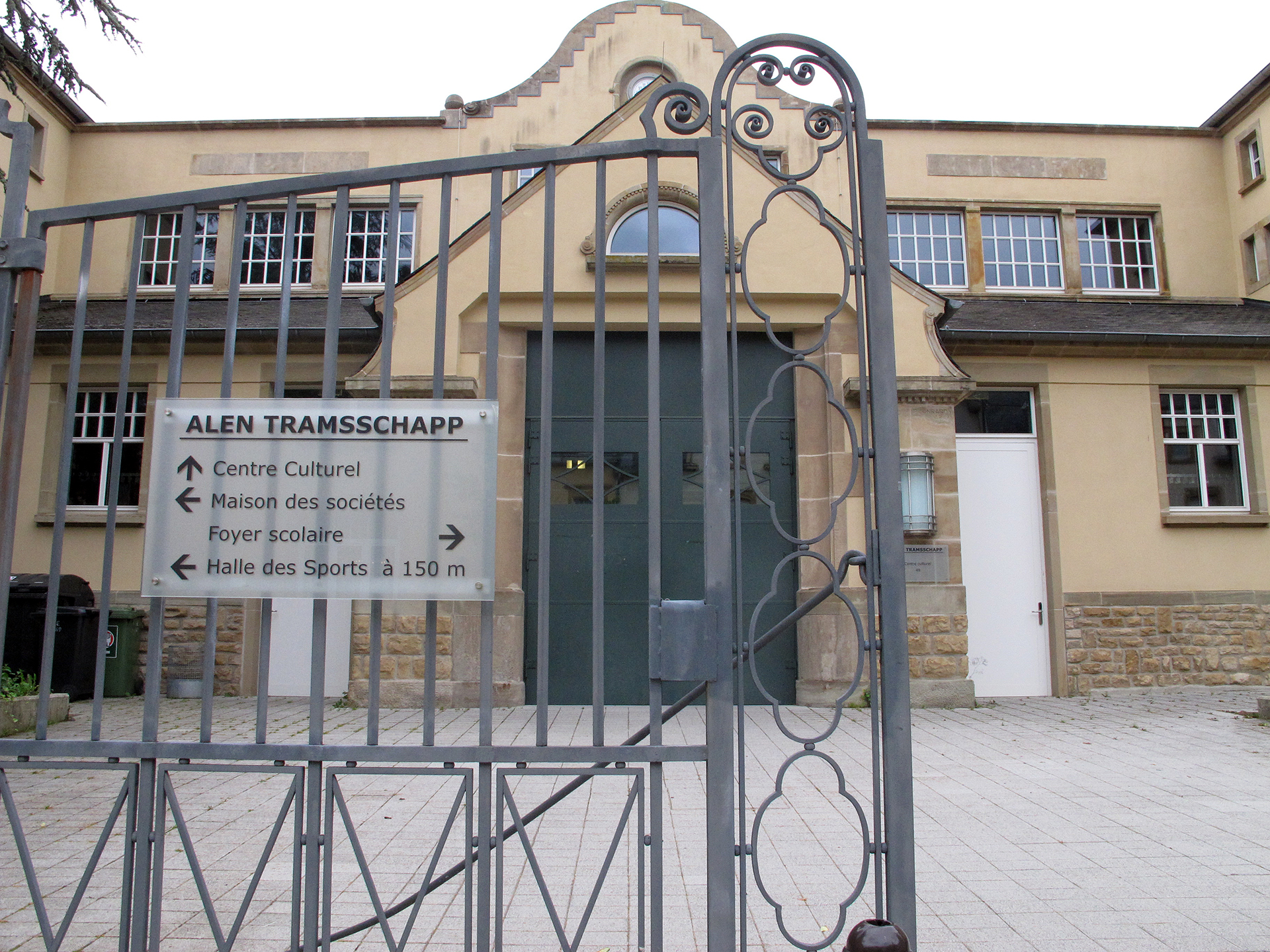
Eingang alter Tramsschapp
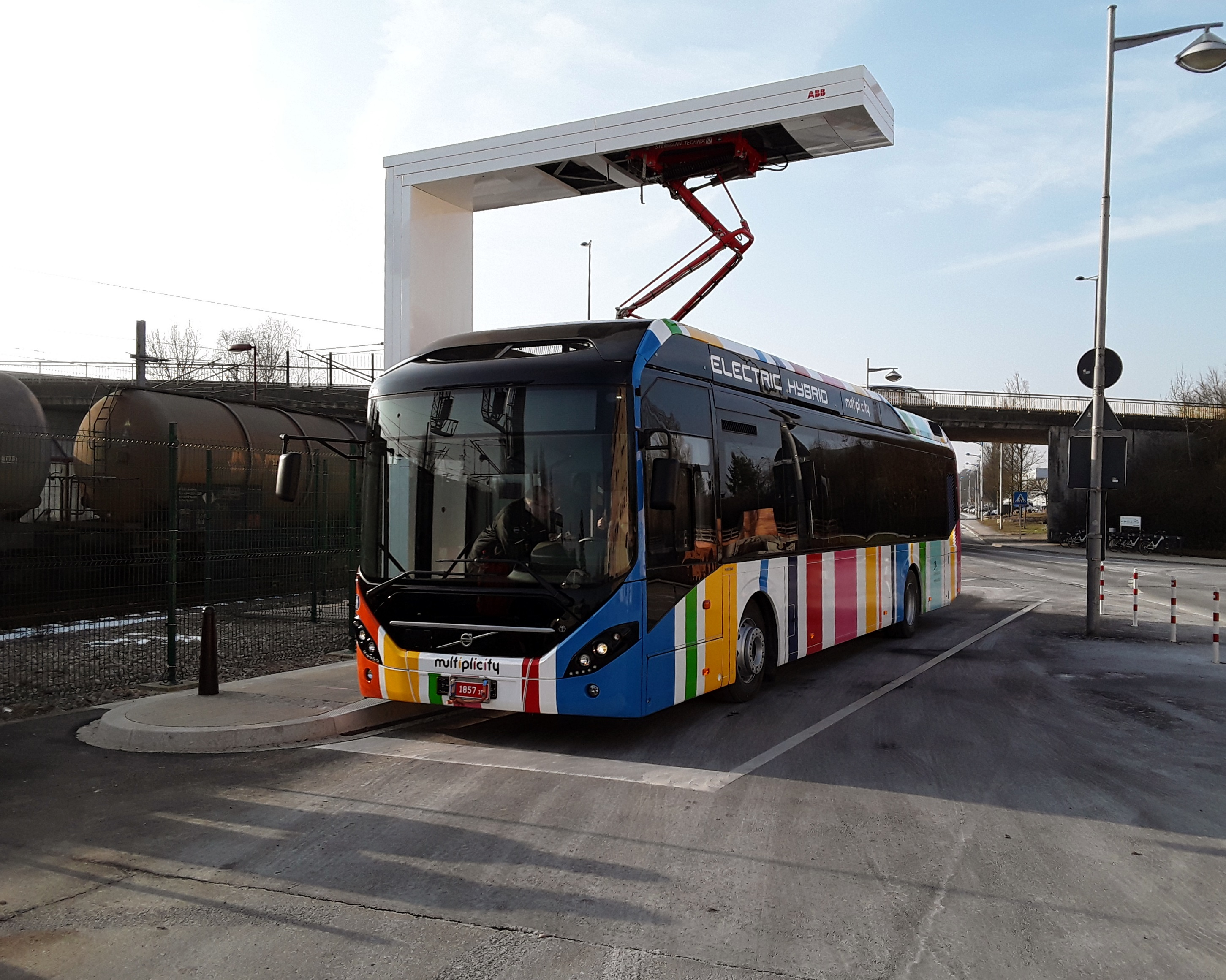
Elektrobus-Schnelladestation in Bartringen
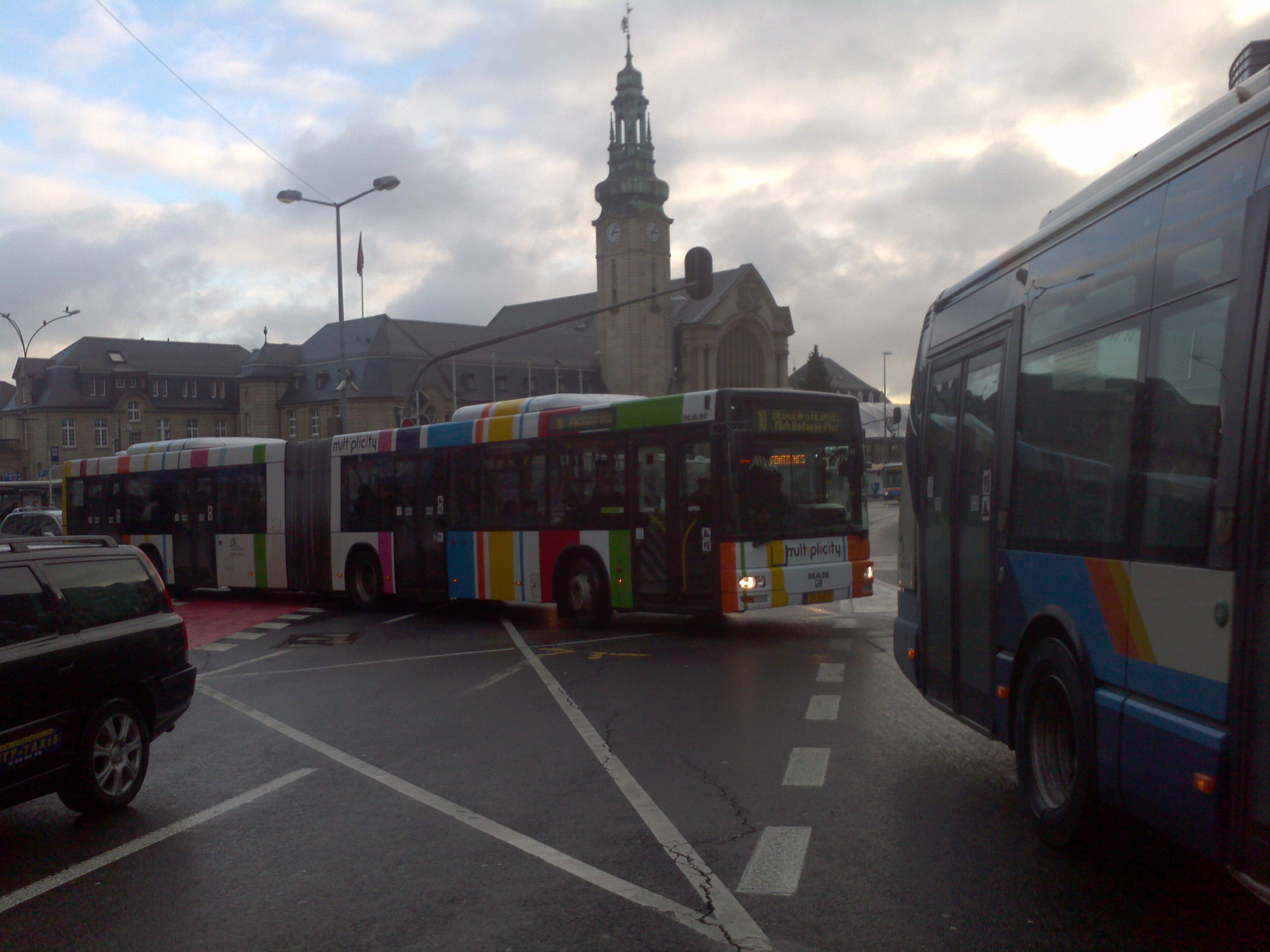
AVL-Bus am Luxemburger Hauptbahnhof